# Templum Domini
El Templum Domini (traducción vulgata del hebreo: 'הֵיכָל ה "Templo del Señor") fue el nombre que le dieron los cruzados a la Cúpula de la Roca, en Jerusalén durante las Cruzadas. Se convirtió en un símbolo importante de Jerusalén, apareciendo en las monedas acuñadas durante el Reino Cristiano de Jerusalén.
La Cúpula de la Roca se construyó a finales del siglo VII bajo el gobierno del quinto califa omeya Abd Al-Málik ibn Marwan en el sitio donde antes se encontraba el Segundo Templo Judío (o posiblemente fue añadido a un edificio bizantino ya existente desde el reino de Heraclio, 610-641). Tras la captura de Jerusalén en la Primera Cruzada (1099), la Cúpula de la Roca fue dada a los agustinos, que la convirtieron en una iglesia. cristiana,
La adyacente mezquita de Al-Aqsa fue llamada Templum Solomonis (Templo de Salomón) por parte de los cruzados. Fue convertida primero en un palacio real. La imagen de la Cúpula, representando el "Templo de Salomón," se convirtió en un elemento iconográfico importante del Reino de Jerusalén. Los sellos reales de los Reyes de Jerusalén ilustraban a la ciudad simbólicamente combinando la Torre de David, la Iglesia del Santo Sepulcro, la Cúpula de la Roca y los muros de la ciudad. Tras la terminación de la construcción del palacio real cerca de la Puerta de Jaffa, el Reino de Jerusalén le dio el edificio de la mezquita a los caballeros templarios, quienes lo mantuvieron como su cuartel general. La Cúpula aparecía en el reverso de los sellos de los Gran Maestres de los templarios (como Evrard des Barres y Renaud de Vichiers), y se convirtió en el modelo arquitectónico de las iglesias templarias redondas por toda Europa.
Aunque la cercana Cúpula de la Ascensión fue construida como un baptisterio durante el periodo cruzado, ha permanecido desde entonces en manos de autoridades islámicas como parte del complejo más grande de la Cúpula de la Roca.